# Veinticinco de Mayo (kommun)
Veinticinco de Mayo är en kommun i Argentina.   Den ligger i provinsen Chaco, i den norra delen av landet, 900 km norr om huvudstaden Buenos Aires.
Omgivningarna runt Veinticinco de Mayo är huvudsakligen savann. Runt Veinticinco de Mayo är det glesbefolkat, med 12 invånare per kvadratkilometer.